# Agelopsis
Agelopsis là một chi bọ cánh cứng trong họ Chrysomelidae.
Chi này được Jacoby miêu tả khoa học năm 1896.

## Các loài
Các loài trong chi này gồm:
- Agelopsis coeruleus Jacoby, 1896
- Agelopsis purpureus Bryant, 1954